# کریستیان فور
کریستیان فور (فرانسوی: Christian Faure‎؛ زادهٔ ۲ مارس ۱۹۵۱) دوچرخه‌سوار اهل فرانسه است.